# フラット・イズ・ビューティフル
『フラット・イズ・ビューティフル』（英: Flat Is Beautiful）は、1998年に製作されたアメリカ合衆国の映画。セディ・ベニング監督。
日本では、1999年7月18日と31日に第8回東京国際レズビアン&ゲイ映画祭にて上映された。

## キャスト
- テイラー：サミー・スティール
- ジェニファー・リーダー
- ペギー：ジュリー・フォース
- クイギー：マーク・エワート
- ジャック：ジョイーン・デ・ラ・プエンテ